# Upham (Wisconsin)
Upham es un pueblo ubicado en el condado de Langlade en el estado estadounidense de Wisconsin. En el Censo de 2010 tenía una población de 676 habitantes y una densidad poblacional de 3,53 personas por km².

## Geografía
Upham se encuentra ubicado en las coordenadas 45°19′42″N 89°10′13″O / 45.32833, -89.17028. Según la Oficina del Censo de los Estados Unidos, Upham tiene una superficie total de 191.45 km², de la cual 182.09 km² corresponden a tierra firme y (4.89%) 9.35 km² es agua.

## Demografía
Según el censo de 2010, había 676 personas residiendo en Upham. La densidad de población era de 3,53 hab./km². De los 676 habitantes, Upham estaba compuesto por el 98.22% blancos, el 0% eran afroamericanos, el 0.3% eran amerindios, el 0.44% eran asiáticos, el 0% eran isleños del Pacífico, el 0% eran de otras razas y el 1.04% pertenecían a dos o más razas. Del total de la población el 0% eran hispanos o latinos de cualquier raza.